# لوکه (ایوانگیتسا)
لوکه (به صربی: Luke) یک منطقهٔ مسکونی در صربستان است که در ایوانئیتسا واقع شده‌است. لوکه ۳۶٫۷۴ کیلومتر مربع مساحت و ۹۳۹ نفر جمعیت دارد.